# Hovenäset
Hovenäset is een plaats in de gemeente Sotenäs in het landschap Bohuslän en de provincie Västra Götalands län in Zweden. De plaats heeft 199 inwoners (2005) en een oppervlakte van 26 hectare.